# National Cycle Network

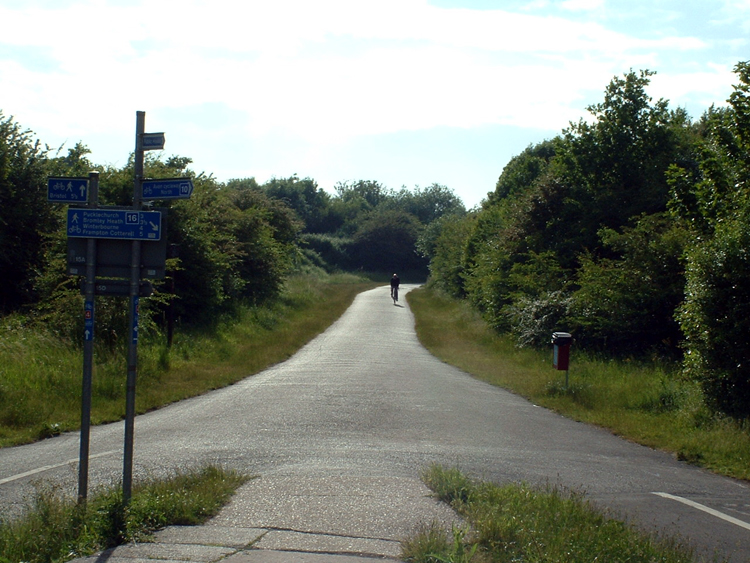
Il primo tratto del NCN fra Bristol e Bath; aprì nel 1984

Il National Cycle Network (corrispettivo in inglese di Rete ciclistica nazionale, abbr. NCN) è una rete di piste ciclabili o strade adatte al trasporto in bicicletta o al cicloturismo che coprono gran parte del Regno Unito ed alcune isole della Scozia.

I percorsi sono stati scelti per rendere minimo il contatto con il normale traffico stradale, usando ad esempio vecchi percorsi pedonali, ferrovie in disuso, strade minori, argini di corsi d'acqua o strade con poco traffico nei centri abitati.

Il National Cycle Network è stato creato dall'organizzazione benefica Sustrans (abbreviazione di Sustainable Transport, trasporto sostenibile), e sovvenzionata dai proventi della Lotteria Nazionale per circa 60 milioni di Euro: l'obiettivo era di creare entro il 2000 una rete di oltre 8000 chilometri e, raggiunto questo obiettivo, di raddoppiare entro il 2005; missione che è stata portata a compimento.
La rete ha una segnaletica particolare, il simbolo di una bicicletta bianca su sfondo blu accanto al numero del percorso in bianco in un quadrato rosso. 

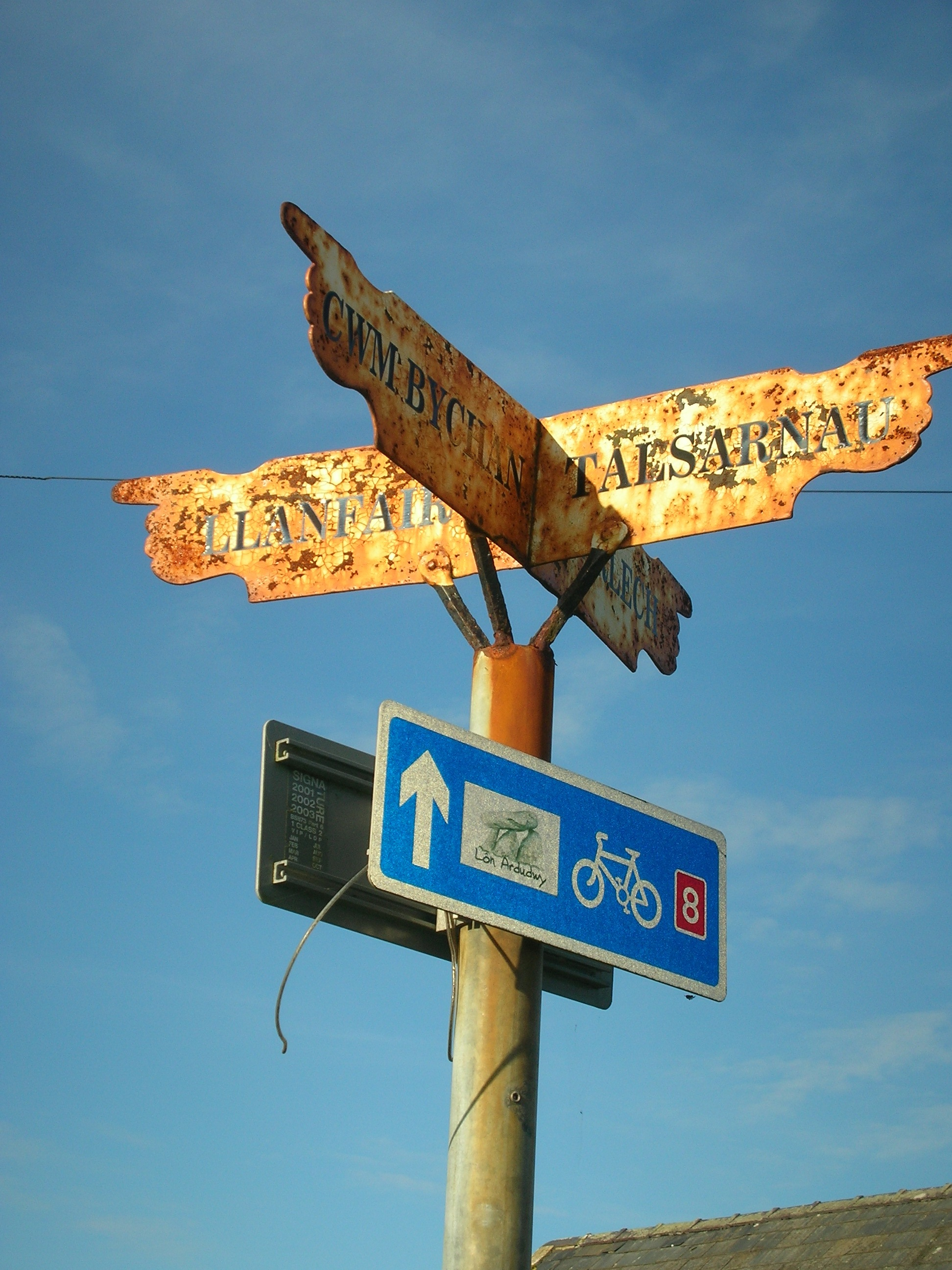
Tabella del percorso n. 8 vicino Harlech, nel nord del Galles

## Percorsi
Esistono oltre ai principali percorsi nazionali, diramazioni regionali della rete, che favoriscono la sua espansione verso centri minori: questi percorsi sono segnalati con numeri bianchi su sfondo blu.

Il sistema è stato organizzato sul modello della rete ciclabile danese.
I principali percorsi nazionali sono:
- NCR 1 - Dover - Isole Orcadi, via Londra, Edimburgo, John o' Groats
- NCR 2 - Costa meridionale, da Dover a Bodmin
- NCR 3 - Bristol - Land's End, con il percorso ciclabile della Cornish Way e della the West Country Way
- NCR 4 - Londra - St David's nell'ovest del Galles
- NCR 5 - Reading - Holyhead, via Birmingham e le Midlands
- NCR 6 - Windsor - The Lake District, via Derby e la via ciclabile dei Pennini
- NCR 7 - Carlisle - Inverness
- NCR 8 - Cardiff - Holyhead attraverso il Galles (nota anche come Lôn Las Cymru)
- NCR 9 - Belfast - Newry (estensione proposta per Dublino)
- NCR 10 - Tynemouth - Cockermouth

Gli altri percorsi nazionali sono:
- NCR 11 - (Harlow - Cambridge - King's Lynn)
- NCR 12 - (Enfield Lock) - Potters Bar - Letchworth - (Peterborough - Boston - Grimsby). Noto anche come Great North Way.
- NCR 13 - (Hackney - Chelmsford - Hadleigh) - Thetford - Fakenham
- NCR 14 - (Barnard Castle -) Stockton on Tees - Hartlepool - Durham - Consett - South Shields
- NCR 15 - (Nottingham - Grantham - Sleaford)
- NCR 16 - (Basildon - Shoeburyness)
- NCR 17 - Rochester - Maidstone (- Ashford - Hythe)
- NCR 18 - Canterbury - Ashford - Tenterden - Tunbridge Wells
- NCR 20 - Crawley - Brighton
- NCR 21 - Greenwich - Lewisham - Crawley - East Grinstead - Heathfield - Eastbourne
- NCR 22 - Wandsworth - Carshalton (The Wandle Trail) - Banstead – Dorking - Guildford - Farnham - Petersfield - Havant - (in traghetto all'Isola di Wight) - Ryde - Yarmouth - (in traghetto a New Forest) - Lymington – Brockenhurst
- NCR 23 - Reading - Basingstoke (- Alton - Eastleigh - Isola di Wight)
- NCR 24 - (Bath - Radstock - Frome - Warminster - Salisbury - Eastleigh)
- NCR 25 - (Longleat - Gillingham - Poole)
- NCR 26 - (Clevedon - Wells -) Castle Cary - Yeovil - Dorchester
- NCR 27 - Ilfracombe - Plymouth; nota come strada ciclabile costa a costa del Devon
- NCR 28 - (Okehampton - Newton Abbot -) Totnes - Salcombe
- NCR 32 - Bodmin - Truro, via Padstow e Newquay
- NCR 33 (Wessex Cycleway) - Pill - Clevedon - Weston-super-Mare - Bridgwater - Chard - Seaton
- NCR 41 - Bristol - Gloucester (- Stratford upon Avon -) Warwick - Leamington Spa - Rugby
- NCR 42 - (Gloucester -) Cinderford - Parkend (-) Chepstow - Abergavenny e NCR 8 a Glasbury (proposta un'estensione da Gloucester a Chepstow); parte del Lôn Las Cymru
- NCR 43 - Swansea (- Builth Wells)
- NCR 44 - Shrewsbury - Bishop's Castle - Bromfield (- Ludlow - Leominster – Cinderford)
- NCR 45 - (Salisbury - Chester)
- NCR 46 - (Droitwich Spa - Neath)
- NCR 47 - Newport - Fishguard
- NCR 48 - (Leicester - Bath)
- NCR 49 - Newport – Pontypool (- Brecon - Carmarthen)
- NCR 50 - (Maidenhead - Winslow)
- NCR 51 - Colchester – Harwich – Ipswich- Felixstowe – Cambridge – Bedford – Milton Keynes – Oxford
- NCR 52 - (Stratford upon Avon - Loughborough)
- NCR 53 - (Peterborough - Lichfield)
- NCR 54 - (Stourport-on-Severn - Kidderminster - Dudley -) Lichfield - Derby
- NCR 55 - (Ironbridge - Preston)
- NCR 56 - Chester - Liverpool via Wallasey
- NCR 57 - Northleach – Witney (-) Oxford -) Thame - Princes Risborough – Chesham (-) Hemel Hempstead - Harpenden (- Welwyn Garden City)
- NCR 61 - Maidenhead - Uxbridge - Rickmansworth – Hatfield – Ware
- NCR 62 - percorso attraverso i Monti Pennini da Southport a Selby
- NCR 63 - Burton upon Trent - Leicester - Oakham (-) Peterborough - Wisbech
- NCR 64 - Market Harborough - Melton Mowbray (-) Collingham - Lincoln
- NCR 65 - la White Rose cycle route (strada ciclabile della rosa bianca) da Kingston upon Hull a Middlesbrough
- NCR 66 - Beverley - York (-) Leeds (- Manchester)
- NCR 67 - Long Eaton - Heanor (-) Chesterfield - Leeds (-Northallerton)
- NCR 68 - percorso attraverso i Monti Pennini da Derby a Berwick-upon-Tweed
- NCR 69 - (Selby - Skipton)
- NCR 70 - noto anche come Walney 2 Wear (W2W)
- NCR 71 - dalla NCR 65 a Northallerton a Workington, via Appleby-in-Westmorland, Penrith, e Whitehaven
- NCR 72 - (Kendal - Barrow-in-Furness - Whitehaven -) Silloth - Carlisle - Tynemouth
- NCR 73 - (Newton Stewart - Stranraer), Arran, Kintyre
- NCR 74 - Gretna - Douglas (– Lesmahagow –) Larkhall – Hamilton – Uddingston
- NCR 75 (Clyde to Forth) - Gourock – Glasgow - Edimburgo
- NCR 76 - Berwick-upon-Tweed - Edimburgo – Stirling - Kirkcaldy (- Saint Andrews) (Round the Forth Route)
- NCR 77 - Dundee - Pitlochry via Perth
- NCR 78 - Campbeltown – Inverness (Great Glens)
- NCR 79 - (Boat of Garten - Spey Bay)
- NCR 81 - Aberystwyth – Shrewsbury – Telford – Wolverhampton – NCR 5 a Smethwick noto anche come Lon Cambria
- NCR 82 - Bangor - (Capel Curig -) Porthmadog - Dolgellau - Machynlleth (–) Ystrad Meurig - Fishguard
- NCR 83 - (Llanwrtyd Wells - Ystradmeurigg)
- NCR 84 - Rhyl - St Asaph (- Llangollen - Oswestry)
- NCR 85 - (Chester - Wrexham -) Trevor - Llangollen (- Corwen - Bala - Dolgellau)
- NCR 88 - Caerleon - Newport (- Cardiff - Bridgend)
- NCR 91 - Portadown - Tynan
- NCR 92 - Enniskillen - Derry
- NCR 93 - (Newry - Ballycastle)
- NCR 94 - Circuito di Lough Neagh; noto anche come Loughshore Trail
- NCR 95 - Tynan - Pettigoe, via Lough Neagh e Newtownstewart.
- NCR 96 - Toome - Portglenone (- Coleraine)

(Fra parentesi le estensioni in sviluppo.)
Altre parti della rete:
- The Nicky Line - Hemel Hempstead - Harpenden, sulla NCR 57.
- NCN C2C - Whitehaven - Workington a Newcastle upon Tyne o Sunderland
- W2W - Walney Island - Sunderland via lo Yorkshire settentrionale
- Taff Trail - Cardiff - Brecon